# エネミーゴ
『エネミーゴ』は、M.A.T.の原作を谷口ジローが作画した日本の漫画作品である。

## あらすじ
ベトナム帰還兵で私立探偵の男が、誘拐された兄を救出するため社会の闇に踏み込む。

## 初出
秋田書店の『プレイコミック』で連載された。
- 第1話 - 第17巻第23号（1984年12月8日（23）号）[2]
- 第2話 - 第17巻第24号（1984年12月20日（24）号）[3]
- 第3話 - 第18巻第1号（1985年1月10日（1）号）[4]
- 第4話 - 第18巻第2号（1985年1月24日（2）号）
- 第5話 - 第18巻第3号（1985年2月14日（3）号）
- 第6話 - 第18巻第4号（1985年2月28日（4）号）
- 第7話 - 第18巻第5号（1985年3月14日（5）号）
- 第8話 - 第18巻第6号（1985年3月28日（6）号）
- 第9話 - 第18巻第7号（1985年4月11日（7）号）
- 第10話 - 第18巻第8号（1985年4月25日（8）号）[1]

## 単行本
日本語
- 『エネミーゴ』秋田書店〈PLAY COMIC SERIES〉、1985年11月20日。ISBN 4-253-06884-7。[5]
- 『エネミーゴ』（最終版）光文社〈コミック叢書SIGNAL〉、2007年12月5日。ISBN 978-4-334-90146-2。[6]

## 脚註